# 尤尼昂森特 (印第安納州)
尤尼昂森特（英語：Union Center）是位於美國印地安納州拉波特縣的一個非建制地區。該地的面積和人口皆未知。